# 青森県弁護士会
青森県弁護士会（あおもりけんべんごしかい、Aomori Bar Association）は、日本に52ある弁護士会の一つである。略称は「青弁」（あおべん）。

## 所在地
- 〒030-0861 青森市長島1丁目3-1

## 業務内容
- 青森県庁・県下各市町村で行なわれる法律相談の運営
- 裁判員制度の普及活動
- 日本弁護士連合会との連携事業